# Nariño
Pour les articles homonymes, voir Nariño (homonymie).
Le département de Nariño se situe au sud-ouest de la Colombie. Sa capitale politique et administrative est San Juan de Pasto (ou plus simplement « Pasto »). C’est une ville de taille moyenne située au pied du volcan Galeras. À cheval sur l’océan Pacifique et la forêt amazonienne, la géographie nariñense est marquée par le nœud de los Pastos, point montagneux à partir duquel la chaîne de la cordillère des Andes se divise en trois branches remontant vers le nord du pays.
Les frontières du département sont l’Équateur au sud, l’océan Pacifique à l’ouest, le département du Cauca au nord et celui du Putumayo à l’est.

## Toponymie
Le département doit son nom à Antonio Nariño, héros de l'indépendance colombienne.

## Histoire

### Époque précolombienne
Pendant la période précolombienne, le territoire était occupé par de nombreuses tribus indigènes, dont les ethnies Awa ou Kwaiker, Tumaco, Pastos (es), Sindaguas, Quillacingas, Abades, Nulpes, Chapanchicas.

### Époque coloniale
Pascual de Andagoya fut le premier conquistador qui, en 1522, entra sur le territoire. Il visita une partie de la côte colombienne sur l'océan Pacifique et obtint des informations utilisées par Francisco Pizarro lorsqu'il organisa une expédition qui se termina par la conquête du Pérou. En novembre 1522, Pascual de Andagoya longea toute la côte colombienne et fit escale dans la baie de Tumaco.
Les premiers explorateurs de la zone montagneuse, en 1535, furent Juan de Ampudia (es) et Pedro de Añazco (père du missionnaire Pedro de Añazco, né en 1550), dirigés par Sebastián de Belalcázar. Ils visitèrent le territoire en 1536 et restèrent quelque temps à Popayán.
En 1541, Charles Quint accorda à Sebastián de Belalcázar le titre de gouverneur des terres qu'il avait conquises. Ensuite, ce territoire fit partie de ceux constitués par l'Audience royale de Quito, créée en 1563 par Philippe II d'Espagne.

### XIXeetXXesiècles

La province de Popayán en 1810.
Le département de Cauca en 1824.
La province de Barbacoas en 1855.
L'État souverain de Cauca en 1863.
Le département de Nariño depuis 1904.

## Géographie

### Géographie physique

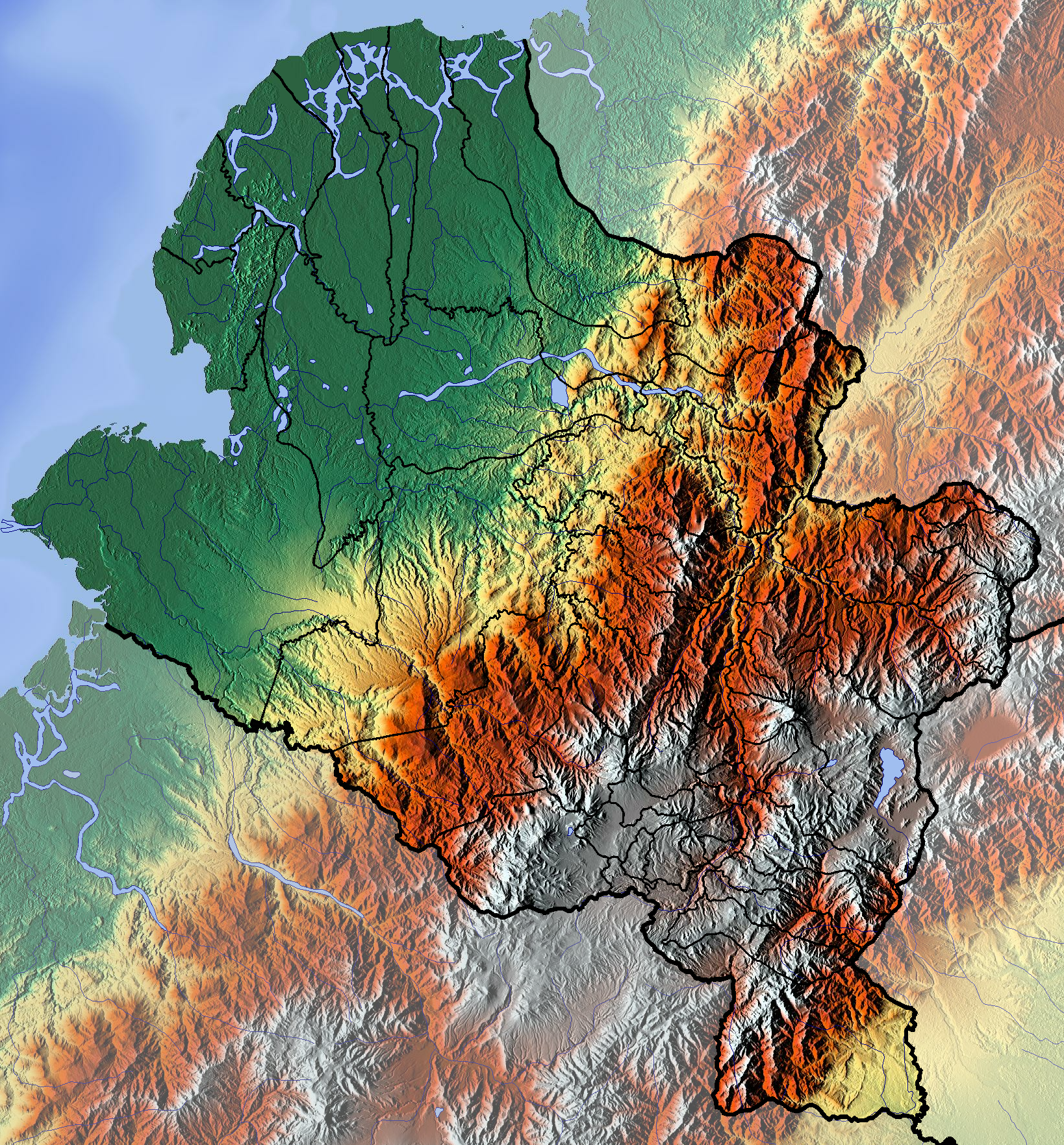
Carte topographique de Nariño.

Le département de Nariño est situé dans le sud-ouest du pays. Bordé par l'océan Pacifique à l'ouest et l'Équateur au sud, il est limité au nord par le département de Cauca et à l'est par celui de Putumayo.
Le relief est marqué par le Nœud de los Pastos, massif montagneux à partir duquel la cordillère des Andes se divise en plusieurs branches en remontant vers le nord.
Entre les cordillères Occidentale et Centrale, coulent les ríos Patía et Guáitara. Au sud, la frontière équatorienne est marquée par les ríos San Juan et Mataje.

### Découpage administratif

Municipalités de Nariño.

Le département de Nariño est divisé en soixante-quatre municipalités. Sa capitale est San Juan de Pasto.
| Municipalité         | Superficie (km2) | Population (2005) | Densité (hab./km2) |
| -------------------- | ---------------- | ----------------- | ------------------ |
| Albán                | 104              | 19 367            | 186,22             |
| Aldana               | 52               | 6 780             | 130,38             |
| Ancuyá               | 81               | 8 304             | 102,52             |
| Arboleda             | 115              | 7 442             | 64,71              |
| Barbacoas            | 2 324            | 30 256            | 13,02              |
| Belén                | 48               | 4 925             | 102,6              |
| Buesaco              | 682              | 21 019            | 30,82              |
| Chachagüí            | 148              | 11 910            | 80,47              |
| Colón Génova         | 82               | 9 672             | 117,95             |
| Consacá              | 96               | 10 209            | 106,34             |
| Contadero            | 42,3             | 6 639             | 156,95             |
| Córdoba              | 67               | 13 463            | 200,94             |
| Cuaspud-Carlosama    | 52               | 8 108             | 155,92             |
| Cumbal               | 677              | 22 418            | 33,11              |
| Cumbitara            | 280              | 6 142             | 21,94              |
| El Charco            | 1 285            | 26 163            | 20,36              |
| El Peñol             | 125              | 6 683             | 53,46              |
| El Rosario           | 1 092            | 11 204            | 10,26              |
| El Tablón de Gómez   | 315              | 13 890            | 44,1               |
| El Tambo             | 344              | 13 799            | 40,11              |
| Francisco Pizarro    | 956              | 11 183            | 11,7               |
| Funes                | 465              | 6 687             | 14,38              |
| Guachucal            | 159              | 16 627            | 104,57             |
| Guaitarilla          | 121              | 12 764            | 105,49             |
| Gualmatán            | 36               | 5 656             | 157,11             |
| Iles                 | 82               | 7 867             | 95,94              |
| Imués                | 86               | 7 387             | 85,9               |
| Ipiales              | 1 707            | 109 865           | 64,36              |
| La Cruz              | 237              | 17 633            | 74,4               |
| La Florida           | 143              | 11 151            | 77,98              |
| La Llanada           | 265              | 3 694             | 13,94              |
| La Tola              | 128              | 8 571             | 66,96              |
| La Unión             | 163              | 27 588            | 169,25             |
| Leiva                | 374,2            | 11 825            | 31,6               |
| Linares              | 115              | 11 546            | 100,4              |
| Los Andes Sotomayor  | 809              | 14 870            | 18,38              |
| Magüi Payán          | 2 989            | 13 831            | 4,63               |
| Mallama              | 626              | 8 317             | 13,29              |
| Mosquera             | 1 770            | 11 873            | 6,71               |
| Nariño               | 50               | 4 210             | 84,2               |
| Olaya Herrera        | 425              | 27 225            | 64,06              |
| Ospina               | 56               | 8 233             | 147,02             |
| Policarpa            | 467              | 9 798             | 20,98              |
| Potosí               | 397              | 13 040            | 32,85              |
| Providencia          | 42               | 11 726            | 279,19             |
| Puerres              | 478              | 8 850             | 18,51              |
| Pupiales             | 142              | 18 415            | 129,68             |
| Ricaurte             | 2 422            | 14 669            | 6,06               |
| Roberto Payán        | 1 179            | 17 286            | 14,66              |
| Samaniego            | 765              | 49 992            | 65,35              |
| San Bernardo         | 70               | 14 487            | 206,96             |
| San Juan de Pasto    | 1 181            | 383 846           | 325,02             |
| San Lorenzo          | 249              | 18 430            | 74,02              |
| San Pablo            | 113,71           | 14 932            | 131,32             |
| San Pedro de Cartago | 60               | 7 047             | 117,45             |
| Sandoná              | 101              | 25 134            | 248,85             |
| Santa Bárbara        | 1 300            | 8 615             | 6,63               |
| Santacruz            | 560              | 16 869            | 30,12              |
| Sapuyes              | 118              | 7 369             | 62,45              |
| Taminango            | 284              | 17 354            | 61,11              |
| Tangua               | 239              | 10 672            | 44,65              |
| Tumaco               | 3 760            | 161 490           | 42,95              |
| Túquerres            | 220              | 41 205            | 187,3              |
| Yacuanquer           | 111              | 10 012            | 90,2               |

## Démographie
| 1985      | 1990      | 1995      | 2000      | 2005      | - |
| --------- | --------- | --------- | --------- | --------- | - |
| 1 136 462 | 1 250 605 | 1 352 158 | 1 445 412 | 1 541 956 | - |

### Ethnographie
Selon le recensement de 2005, 10,8 % de la population de Nariño se reconnait comme étant « indigène », c'est-à-dire descendant d'ethnies amérindiennes et 18,8 % se définit comme afro-colombienne.

## Symboles

### Drapeau
Le drapeau du département de Nariño comporte deux bandes horizontales et comprend deux couleurs : jaune et vert.
Le jaune représente la richesse des mines, l'abondance des cultures ainsi que le patriotisme. Le vert se rapporte à la fertilité des champs et à l'espérance.

### Hymne
Les paroles de l'hymne du département de Nariño sont d'Alberto Guerrero Quijano et la musique de Luis Ignacio Martinez.

### Héraldique
L'écu de Nariño, au bord supérieur droit, est de forme espagnole.
| Blason de Nariño | Blason  | Au premier quartier : de sinople, des monts et volcans symbolisant la cordillère des Andes sous un ciel d'azur. Un fleuve à deux nuances d'azur traverse le champ de sinople. Au deuxième quartier : d'azur aux vagues d'argent symbolisant l'océan Pacifique et le port de Tumaco, avec un trois-mâts qui vogue vers la dextre de l'écu. Au troisième quartier : de gueules, un édifice d'argent et de sable, style gothique, symbolisant le Sanctuaire de Las Lajas, que cachent à dextre et à senestre des monts de sinople, avec une étoile à cinq rais d'argent, deux flèches d'argent de part et d'autre de l'étoile, leur pointe dans sa direction, à dextre le drapeau de Nariño. En pointe, d'argent à la lagune d'azur, symbolisant la laguna de la Cocha, avec une île de sinople. La lagune est accompagnée de cinq arbres de sinople. Sous l'écu, un listel porte l'inscription : « Departamento de Nariño » en lettres d'or. |
| Blason de Nariño | Détails | L'écu du département de Nariño a été approuvé par l'ordonnance no 025 du 23 novembre 1999. |